# 사카키 신이치 (야구인)
사카키 신이치(일본어: 榊 親一, 1945년 9월 18일 ~ )는 일본의 전 프로 야구 선수이자 야구 지도자이다. 사이타마현 오미야시(현: 사이타마시 오미야구) 출신이며 현역 시절 포지션은 포수였다.

## 인물
오미야 고등학교 3학년 시절이던 1963년에 하계 고시엔 대회(제45회 전국 고등학교 야구 선수권 대회)에 중견수로서 출전했다. 이 대회의 1차전에서는 나가사키 가이세이 고등학교에게 승리했지만 2차전에서는 주쿄 상업고등학교한테 패했다. 졸업 후인 1964년 사이타마현에 소재하고 있는 닛폰 통운 우라와에 입사하여 하쓰오카 에이지 코치의 지도를 받아 외야수에서 포수로 전향했다. 입단 1년차에는 도시 대항 야구 대회에서 우승을 경험했고 1967년 일본 산업 대항 야구 대회에서는 우수 선수로 선정됐다. 다나카 아키라, 가네다 도메히로 등 실업팀의 손꼽히는 투수진을 앞세웠다. 동기로는 다케노우치 마사시(니시테쓰·다이헤이요·크라운, 한신)가 있다.
1967년 드래프트 4순위로 도쿄 오리온스에 입단했는데 주로 다이고 다케오, 무라카미 기미야스 등 백업 포수로서의 역할을 맡았지만 1972년 시즌 중반부터는 다이고를 대신해서 43경기에 선발 출전했다. 타율도 개인으로서는 유일하게 타율 0.300을 기록했고 1973년에도 80경기에 출전했다. 1974년 주니치 드래건스와 맞붙은 일본 시리즈에서도 2경기에 출전했는데 2차전에서는 선발로 기용됐다. 코치 겸임이 된 1980년에는 단 한 번도 1군에 출전하지 못했고 그 해를 마지막으로 현역에서 은퇴했다.
은퇴 후에는 오리온스(가와사키) → 마린스(지바)에서 1군 배터리 코치(1981년, 1987년 ~ 1991년), 1군 배터리 코치 보좌(1982년 ~ 1983년), 2군 배터리 코치(1984년 ~ 1985년, 1992년) 등을 역임했다. 친정 팀에서는 야마우치 가즈히로, 야마모토 가즈요시, 이나오 가즈히사, 아리토 미치요, 가네다 마사이치, 야기사와 소로쿠 등 6명의 감독 밑에서 코치로 활동했고 이후에는 헤이세이 국제대학에서 코치를 맡았다.

## 상세 정보

### 출신 학교
- 사이타마 현립 오미야 고등학교

### 선수 경력
- 닛폰 통운 우라와
- 도쿄 오리온스·롯데 오리온스(1968년 ~ 1980년)

### 등번호
- 65(1968년)
- 22(1969년 ~ 1980년)
- 78(1981년 ~ 1985년)
- 88(1987년 ~ 1991년)
- 73(1992년)

### 연도별 타격 성적
| 연 도       | 소 속       | 경 기 | 타 석 | 타 수 | 득 점 | 안 타 | 2 루 타 | 3 루 타 | 홈 런 | 루 타 | 타 점 | 도 루 | 도 루 자 | 희 생 번 | 희 생 플 | 볼 넷 | 고 4 | 사 구 | 삼 진 | 병 살 타 | 타 율 | 출 루 율 | 장 타 율 | O P S |
| ----------- | ----------- | ----- | ----- | ----- | ----- | ----- | ------- | ------- | ----- | ----- | ----- | ----- | -------- | -------- | -------- | ----- | ---- | ----- | ----- | -------- | ----- | -------- | -------- | ----- |
| 1969년      | 롯데        | 8     | 6     | 5     | 0     | 1     | 0       | 0       | 0     | 1     | 0     | 0     | 0        | 0        | 0        | 1     | 0    | 0     | 1     | 0        | .200  | .333     | .200     | .533  |
| 1970년      | 롯데        | 23    | 20    | 20    | 0     | 1     | 0       | 0       | 0     | 1     | 0     | 0     | 0        | 0        | 0        | 0     | 0    | 0     | 2     | 0        | .050  | .050     | .050     | .100  |
| 1971년      | 롯데        | 14    | 11    | 10    | 0     | 0     | 0       | 0       | 0     | 0     | 0     | 0     | 0        | 0        | 0        | 1     | 0    | 0     | 3     | 0        | .000  | .091     | .000     | .091  |
| 1972년      | 롯데        | 51    | 140   | 130   | 17    | 39    | 6       | 0       | 3     | 54    | 12    | 3     | 0        | 2        | 2        | 5     | 0    | 1     | 7     | 3        | .300  | .326     | .415     | .741  |
| 1973년      | 롯데        | 80    | 163   | 147   | 12    | 40    | 1       | 1       | 3     | 52    | 12    | 0     | 1        | 3        | 0        | 12    | 0    | 1     | 8     | 6        | .272  | .331     | .354     | .685  |
| 1974년      | 롯데        | 58    | 113   | 105   | 8     | 24    | 3       | 0       | 1     | 30    | 10    | 0     | 0        | 1        | 2        | 5     | 0    | 0     | 5     | 3        | .229  | .259     | .286     | .545  |
| 1975년      | 롯데        | 44    | 64    | 59    | 5     | 10    | 0       | 0       | 1     | 13    | 5     | 0     | 0        | 2        | 0        | 3     | 0    | 0     | 13    | 4        | .169  | .210     | .220     | .430  |
| 1976년      | 롯데        | 60    | 97    | 90    | 7     | 25    | 4       | 0       | 0     | 29    | 9     | 0     | 2        | 0        | 1        | 6     | 0    | 0     | 9     | 1        | .278  | .320     | .322     | .642  |
| 1977년      | 롯데        | 40    | 70    | 64    | 4     | 12    | 1       | 0       | 0     | 13    | 4     | 1     | 0        | 1        | 0        | 4     | 1    | 1     | 8     | 2        | .188  | .246     | .203     | .450  |
| 1978년      | 롯데        | 45    | 91    | 83    | 6     | 16    | 0       | 0       | 1     | 19    | 4     | 1     | 0        | 0        | 0        | 6     | 0    | 2     | 10    | 0        | .193  | .264     | .229     | .493  |
| 1979년      | 롯데        | 32    | 62    | 54    | 2     | 14    | 0       | 1       | 0     | 16    | 2     | 0     | 0        | 1        | 0        | 6     | 0    | 1     | 6     | 0        | .259  | .344     | .296     | .641  |
| 통산 : 11년 | 통산 : 11년 | 455   | 837   | 767   | 61    | 182   | 15      | 2       | 9     | 228   | 58    | 5     | 3        | 10       | 5        | 49    | 1    | 6     | 72    | 19       | .237  | .287     | .297     | .584  |

### 연도별 수비 성적
| 연 도 | 포수 | 포수      | 포수      | 포수   | 포수   |
| 연 도 | 경기 | 도루 시도 | 도루 허용 | 도루자 | 저지율 |
| ----- | ---- | --------- | --------- | ------ | ------ |
| 1969  | 5    | 7         | 6         | 1      | .143   |
| 1970  | 16   | 14        | 12        | 2      | .143   |
| 1971  | 9    | 4         | 4         | 0      | .000   |
| 1972  | 49   | 36        | 27        | 9      | .250   |
| 1973  | 70   | 52        | 29        | 23     | .442   |
| 1974  | 55   | 53        | 38        | 15     | .283   |
| 1975  | 31   | 15        | 10        | 5      | .333   |
| 1976  | 55   | 27        | 19        | 8      | .296   |
| 1977  | 34   | 28        | 11        | 17     | .607   |
| 1978  | 44   | 26        | 18        | 8      | .308   |
| 1979  | 30   | 28        | 19        | 9      | .321   |
| 통산  | 398  | 290       | 193       | 97     | .334   |